# Dukla
Dukla este un oraș în Polonia.